# Église Sainte-Marie de l'Eula
Pour les articles homonymes, voir église Sainte-Marie.
La chapelle Sainte-Marie de l'Eula est une église romane située au Soler, dans le département français des Pyrénées-Orientales.

## Histoire
Elle faisait partie d'un monastère cistercien dépendant de l'abbaye de Fontfroide. Sa présence est attestée en 1174 mais disparu rapidement. Dès 1365 il avait été déserté par ses religieuses chassées par Philippe III le Hardi en 1285 puis par des brigands.
Les bâtiments reprenaient le plan de l'abbaye d'Ardorel commune dans les Pyrénées-orientales (Sirach, Valbonne, Ste Marie de Jau notamment). L'ensemble fut transformé en un mas qui subsiste toujours.